# HMGB1
HMGB1 (z anglického High-mobility group box 1), známý také jako amphoterin, je protein kódovaný genem HMGB1.
U člověka se HMGB1 nachází na chromozomu 13q12.

## Funkce
Stejně jako histony patří i HMGB1 mezi neméně důležité chromatinové proteiny. V jádře tento protein interaguje s nukleozomy, transkripčními faktory a histony.  HMGB1 má vliv na organizaci DNA a reguluje transkripci. Po navázání HMGB1 dochází k ohybu DNA, což umožní vazbu dalších důležitých proteinů. Interakce HMGB1 s transkripčními faktory podporuje transkripci mnoha genů. Kooperací s nukleozomy dochází k rozbalení DNA a remodelaci chromatinu. Kontakt s "core" histony mění strukturu nukleozomů.
Přítomnost HMGB1 v jádře závisí a postranslačních modifikacích. Hyperacetylace na reziduích lysinů způsobuje translokaci proteinu do cytosolu. Na druhou stranu neacetylovaný protein zůstává v jádře. 

## Role při zánětu
HMGB1 sekretují buňky imunitního systému: makrofágové, monocyty a dendritické buňky a poškozené další buněčné typy nekonvenční sekreční dráhou. Aktivovaní makrofágové a monocyty sekretují HMGB1 jako mediátor prozánětlivých cytokinů. HMGB1 neutralizuje protilátky a poskytuje tak ochranu proti tkáňovému poškození a poranění způsobeném artritidou, kolitidou, ischemií, sepsí, endotoxemií a systémovým lupem. Vazba HMGB1 na TLR4 (z anglického Toll like receptor 4) vyvolá aktivaci makrofágů a produkci cytokinů. 
Amphoterin lze uplatnit jako adjuvans DNA vakcín.

## Interakce
HMGB1 interaguje s p53.
Amphoterin patří mezi intracelulární proteiny schopné translokace do jádra, kde váže DNA a reguluje expresi genů. Může dojít k jeho vyloučení ven z buňky a ve své extracelulární formě váže prozánětlivý receptor RAGE (z anglického Receptor for advanced glycan end product). Vyplavení proteinu z buněk je důležité pro dva odlišné procesy: nekrózu (dochází k permeabilizaci membrány a intracelulární konstituenti difundují ven z buňky) a určitou formu aktivní sekrece indukované signalizací přes transkripční faktor NFkappaB.
HMGB1 interaguje s ligandy TLR a cytokiny a aktivuje buňky díky spolupráci s mnoha povrchovými receptory (především TLR2, TLR4, a RAGE).

### Interakce s TLR4
Mezi receptory amphoterinu patří toll-like receptory (TLR). Interakce HMGB1 a TLR4 vede k upregulaci NF-kappa B. Upregulace tohoto transkripčního faktoru má za následek zvýšení produkce cytokinů a jejich výlev z makrofágů. V neutrofilech stimuluje na TLR závislou aktivaci NADPH oxidázy a tedy produkci ROS (reactive oxygen species). Komplex lipopolysacharidu a HMGB1 aktivuje TLR4 a spouští vazbu adaptorových proteinů (MyD88), což aktivuje signální kaskády. V neposlední řadě aktivuje MAPkinázovou kaskádu a NF-kappa B a skrze tyto kaskády produkci cytokinů a dalších prozánětlivých molekul.

## Klinický význam
Amphoterin je nejspíše klíčový pro léčbu rakoviny.